# Fiskars
Fiskars Group, Fiskars Oyj Abp är ett finländskt industriföretag med huvudkontor på Kägeludden i Esbo och hemort i staden Raseborg. Fiskars är Finlands äldsta företag och har sina rötter i Fiskars bruk.
År 2022 var koncernens produkter kopplade till hem, uteliv, inredning och dukning. Företaget har över 20 varumärken, varav de viktigaste är Fiskars, Iittala, Gerber, Moomin by Arabia, Royal Copenhagen och Wedgwood. Fiskars karaktäristiska saxar med orangefärgade handtag av plast hade sålts i över en miljard exemplar fram till år 2010.
Omsättningen för Fiskars-koncernen år 2022 var 1 248 miljoner euro.
Företaget är representerat över hela världen, med såväl kontor som tillverkningsanläggningar.

## Historik

### Ursprung (1649–1915)
Fiskars har sitt ursprung i Fiskars bruk, som grundades av holländaren Peter Thorwöste år 1649 i orten Fiskars i dagens Raseborg i Nyland. Från början tillverkade man produkter för konsumenter, industri och jordbruk. I produktsortimentet ingick ursprungligen spikar och hackor. Den åttonde ägaren, apotekaren Johan Jacob Julin (adlad John von Julin) inledde 1822 en ny epok i brukets historia. År 1832 anlades Finlands första finsmedja för knivar och saxar, och 1836 startades Finlands första mekaniska verkstad under autonomins tid under det ryska tsarväldet. Efter att Julin dog blev företaget ett aktiebolag med namnet Fiskars Aktiebolag år 1883. I början av 1900-talet utvidgades det med Åminnefors bruk, Skogby ångsåg och Trollshovda masugn. Efter Finlands självständighet 1917 fortsatte Fiskars-bolagets expansion med inkorporering av företag. Det blev ett börsbolag år 1915.

### 1916–1999

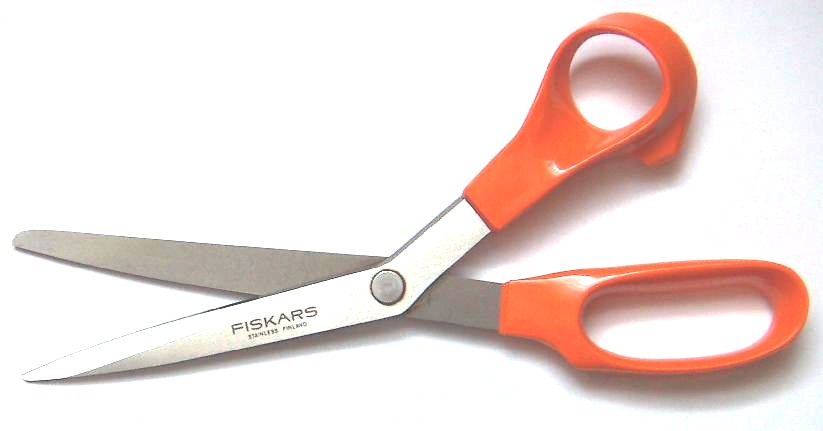
Fiskars sax med plastöglor från 1967.

Plogtillverkningen var som störst på 1930-talet. Sammanlagt tillverkade företaget över en miljon plogar. Plogen Fiskars 10 var den kändaste av dem.
Under 1960-talet tillverkades många plastprodukter, bland annat den första ergonomiska saxen med plasthandtag. Saxarna med orange handtag designades av Olof Bäckström och av dem såldes mellan åren 1967 och 2010 över en miljard. Modellen har förändrats något under årens lopp och saxen tillverkas inte bara i orange utan också i andra färger.
År 1977 byggde Fiskars en saxfabrik i Wasau i den amerikanska delstaten Wisconsin.
Arabia kom överens om tillverkningen av Muminkärl med Tove Jansson år 1989. Hon accepterade seriens prototyper sommaren 1990 och på hösten började de säljas i varuhuset NK i Stockholm. Snart ville även Stockmann börja sälja kollektionen. I den första kollektionen ingick Muminmuggar, väggtallrikar, barnservis och figurer designade av Tuulikki Pietilä. När Muminanimationen började visas i finsk tv hösten 1991 ökade efterfrågan på kärlen. Tove Slotte var ansvarig för designen av Muminprodukterna i mer än 30 år.

### 2000–2019
Under åren 2006–2011 ingick Silva Sweden AB, med tillverkning av kompasser, i Fiskars. 
Sommaren 2007 köpte Fiskars Iittala Group i en affär värd 230 miljoner euro. Till Iittalas varumärken hörde bland annat Arabia, Hackman, Höganäs, BodaNova, Iittala, Rörstrand och Høyang-Polaris. Genom affären blev Fiskars marknadsledande i produkter för hemmet i Norden.

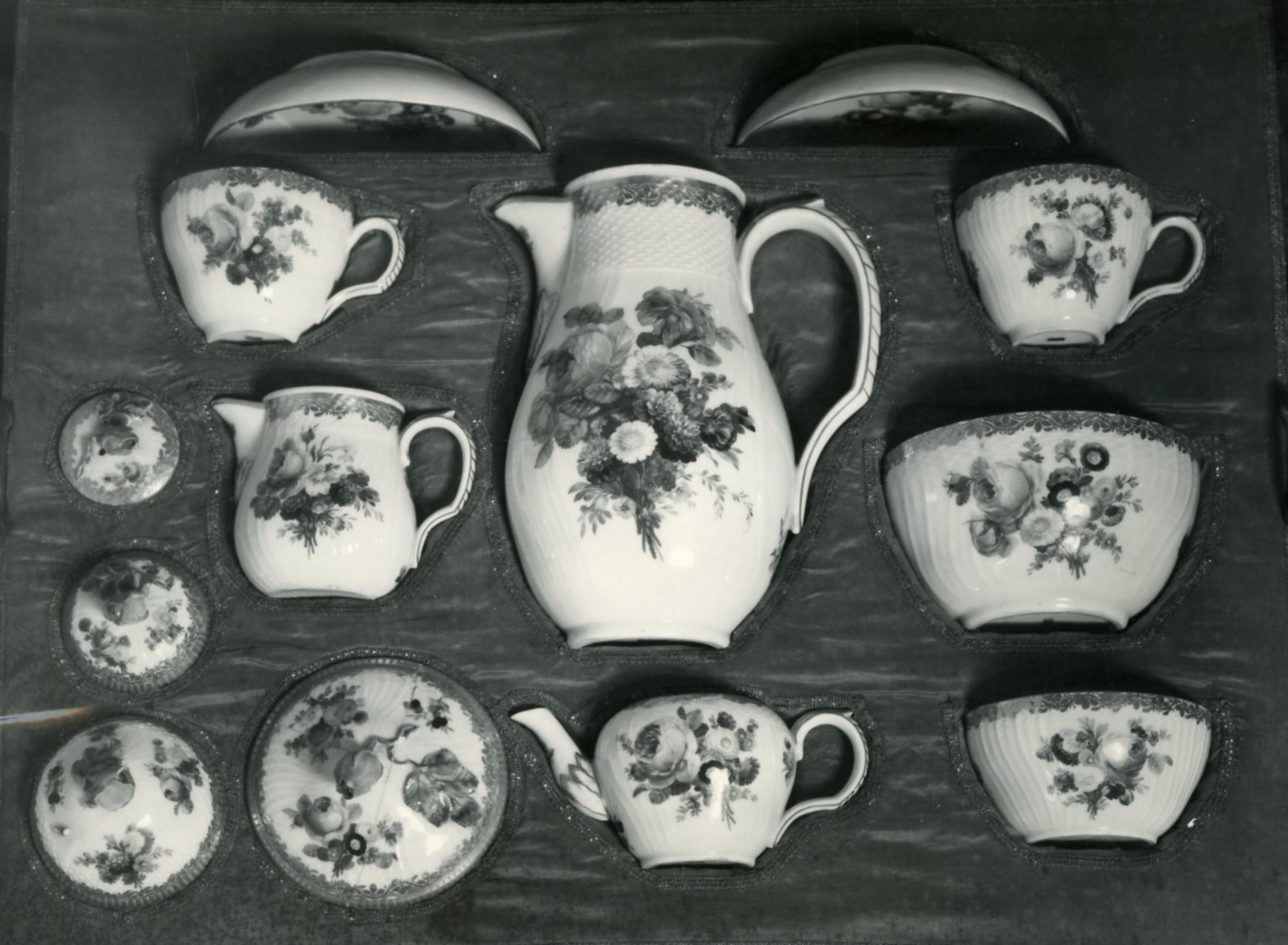
Royal Copenhagen porcelain c. 1785

Fiskars köpte den danska Royal Scandinavia, med bland annat porslinstillverkaren Royal Copenhagen, år 2013. Företaget som grundades år 1775 under danska kronans beskydd kostade 66 miljoner euro. Royal Copenhagen var ett ledande varumärke inom handmålat porslin i bland annat Japan.
År 2015 köpte Fiskars WWRD-bolagen av ett amerikanskt riskkapitalbolag. Till WWRD:s varumärken hörde Waterford Crystal, Wedgwood, Royal Doulton, Royal Albert och Rogaška. WWRD var bland annat hovleverantör av kärl för engelska kungahuset. Waterford har bland annat tillverkat Times Square-bollen som hör till nyårsfirandet i New York Affären var värd 406 miljoner euro och den mer än fördubblade Fiskars omsättning. Också antalet anställda ökade med närmare 50 procent.
År 2016 öppnade Fiskars i Arabiastranden i Helsingfors Iittala & Arabia Design Centre där varumärkenas historia presenteras.
I början av 2017 skrotade Fiskarskoncernen den geografiska uppdelningen i sin organisationsstruktur och skapade två strategiska affärsverksamhetsenheter: Living och Functional. I Living-enheten placerades verksamheterna English & Crystal Living och Scandinavian Living. Enheten Functional byggdes upp av varumärkena Fiskars, Gerber och Gilmour samt outdoor-verksamheten. I Designmuseet i Helsingfors ordnades en utställning för att fira den orangea Fiskarssaxens 50-årsjubileum. Jaana Tuominen utsågs till ny VD.
År 2019 uppgav Fiskars att man skulle lansera en klädkollektion avsedd för trädgårdsskötsel. Kollektionens designer är Maria Korkeila. Kollektionen Fiskars by Maria Korkeila lanserades i Italien i januari 2020 i samband med modemässan Pitti Uomo.

### 2020–
Jaana Tuominen avgick från VD-posten i april 2020. Nathalie Ahlström började som ny VD i november 2020. Företagets omsättning hade sjunkit och det fanns ingen tydlig tillväxtplan. Ändringarna relaterade till förvärven som gjordes 2013 (Royal Copenhagen) och 2015 (WWRD) slutfördes.
I slutet av 2021 tillkännagavs en ny strategi, där fem varumärken valdes som fokus: Fiskars, Iittala, Royal Copenhagen, Gerber och Moomin by Arabia. Företagets viktigaste kanaler var de egna kanalerna, det vill säga butikerna och webbutikerna. Vattenkanneverksamheten från Nordamerika såldes, det vill säga varumärkena Gilmour och Nelson.
Fiskars Groups nya huvudkontor färdigställdes våren 2022 i Esbo. I oktober meddelade Fiskars Group att de skulle göra en energiinvestering på 10 miljoner euro vid Iittala glasbruk. I och med
förändringen kommer smältugnar som drivs med naturgas att gå över till förnybar el, vilket kommer att minska både koldioxidutsläpp och energiförbrukning. I och med förändringen kommer brukets utsläpp att sjunka med 74 procent. Investeringen fick stöd från arbets- och näringsministeriet.

## Organisation och varumärken
Fiskars Groups verksamhet är indelad i tre affärsenheter: Business area Vita, Business area Terra och Business area Crea. Vita ansvarar för kategorierna dukning, glas och inredning, Terra för kategorierna trädgård, bevattning och uteliv och Crea för kategorierna matlagning, pyssel och saxar.
År 2021 hade företaget 362 egna närbutiker runt om i världen, varav 67 procent i Asien. Cirka 40 procent av omsättningen kom från USA, där dess produkter såldes vidare av bland annat Home Depot, Walmart och Amazon. Europas andel av omsättningen var 47 procent och Asiens 15 procent. Finlands andel av omsättningen var under nio procent. Koncernen har 11 egna produktionsanläggningar i Finland, Indonesien, Irland, Storbritannien, Polen, Slovenien, Danmark, Thailand och USA. Iittala glasbruk, som sysselsätter 200 personer i Tavastehus, grundades 1881 och är för närvarande det enda glasbruket i Finland.

### Varumärken

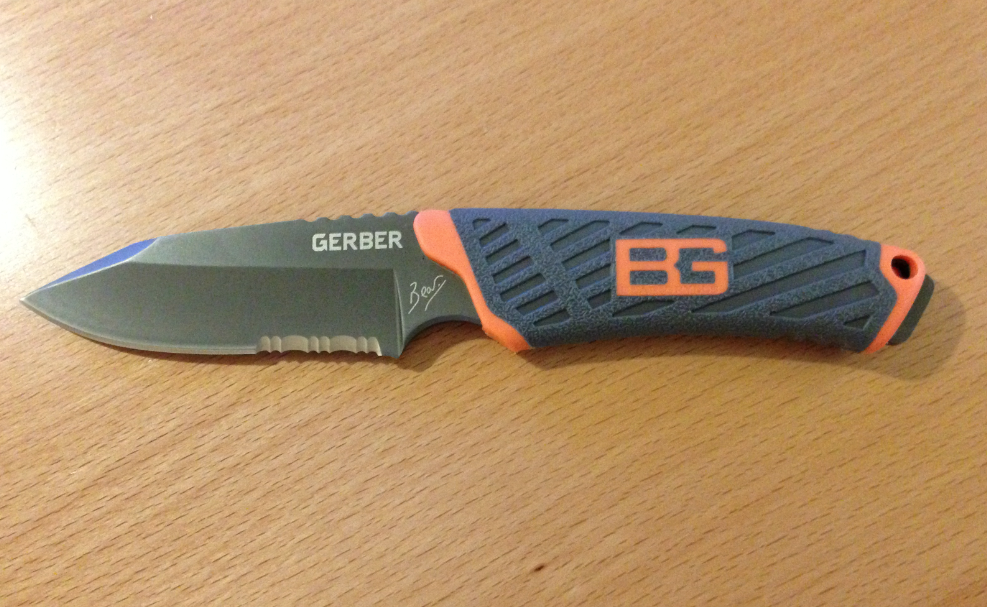
Fixed Blade Full Tang Survival kniv

År 2021 hade Fiskars Group över 20 varumärken. Det viktigaste av varumärkena är Fiskars, som stod för cirka 42 procent av omsättningen.
Varumärket Fiskars producerar till exempel hushållsartiklar, trädgårdsredskap och pysselverktyg. Fiskars Group kompletterar till exempel servis- eller trädgårdsproduktkoncepten med bland annat textilier som upprepar produkternas mönster. Verktygen tillverkas i Finland vid Fiskars fabriker i Billnäs, nära Billnäs fabrik. Fabriken tillverkar också bland annat saxar och yxor. Även den huvudsakliga delen av produktutvecklingen sker i Billnäs, och dessutom finns en separat produktutvecklingsenhet i USA. Sorsakoski tillverkar köksprodukter, såsom kastruller och stekpannor.
Företagets varumärken är bland annat
- Fiskars (hushållsprodukter, trädgårdsredskap, pysselverktyg)
- Gerber (Gerber Legendary Blades, knivar och multiverktyg)
- Hackman (kok- och stekkärl, bestick)
- Iittala
- Moomin by Arabia
- Rogaška (kristall)
- Royal Albert (porslin)
- Royal Copenhagen
- Royal Doulton (produkter för hemmet)
- Rörstrand (porslin)
- Waterford (kristallföremål)
- Wedgwood (porslin)
- Georg Jensen

Fiskars varumärken är bland de mest respekterade varumärkena i Finland.  
Fiskars Group har en minoritetsandel i Rights & Brands, ett företag fokuserat på nordiska varumärken, som bland annat ansvarar för Moominlicenserna.

### Övrig affärsverksamhet
Till Fiskars övriga affärsverksamhet hör förutom koncernförvaltningen, gemensamma funktioner och investeringar också fastighetsverksamheten. I fastighetsverksamheten ingår skötsel av bolagets jord- och skogsområden på 14 000 hektar samt underhåll av flera fastigheter. Företaget äger bland annat mark i och kring Fiskars bruk och områden på Hangö udd. År 2019 ägde bolaget 3 700 hektar vattenområden. 

### Ägare
Fiskars-aktien är noterad på Helsingforsbörsen. Bland bolagets största aktieägare finns investeringsbolag som tillhör familjen Ehrnrooth.
Största aktieägare (31.3.2023):
1. Virala Oy Ab
2. Turret Oy Ab
3. Holdix Oy Ab
4. Sophie Von Julins Stiftelse
5. Julius Tallberg Corp.
6. Gripenberg Gerda Margareta Lindsay Db
7. Ömsesidiga arbetspensionsförsäkringsbolaget Varma
8. Ömsesidiga Pensionsförsäkringsbolaget Ilmarinen
9. Greta Von Julin dödsbo
10. Ehrnrooth Albert Carl Göran

## Utmärkelser
År 2020 tilldelades Fiskars designteam det tyska Red Dot Design Award: Design Team of the Year-priset. Även företagets produkter har vunnit många Red Dot-priser.
Fiskars varumärken har presterat bra i tidningen Markkinointi & Mainonta och i Taloustutkimus årliga undersökning om varumärkesvärdering.
- 2016 var Fiskars det tredje högst värderade varumärket i Finland och Hackman var det tionde högst värderade varumärket i Finland.[40]
- Under 2017 och 2018 låg Fiskars på andra plats i undersökningen De högst värderade varumärkena.[41][19] 2020, 2021 och 2022 kom Fiskars på första plats.[42] [43] [44] 2020 kom Arabia på tredje plats och Iittala nionde,[42] 2022 var Arabia nionde.[44]
- 2019 valdes Fiskars till det högst värderade varumärket i Finland i en undersökning av Taloustutkimus och tidningen "Markkinointi & Mainonta". Arabia, Hackman och Iittala som ägs av Fiskars låg på tredje, sjätte och sjunde plats[45]

## Företagskultur
I USA erbjuder Fiskars alla sina anställda 14 veckors betald föräldraledighet, vilket är ovanligt i landet. Enligt federal lag ska anställda erbjudas 12 veckors obetald ledighet. Delstatslagar åsidosätter dock federala lagar, och i delstaten Wisconsin till exempel, garanteras anställda 6 veckors obetald föräldraledighet.

## Samhällsansvar

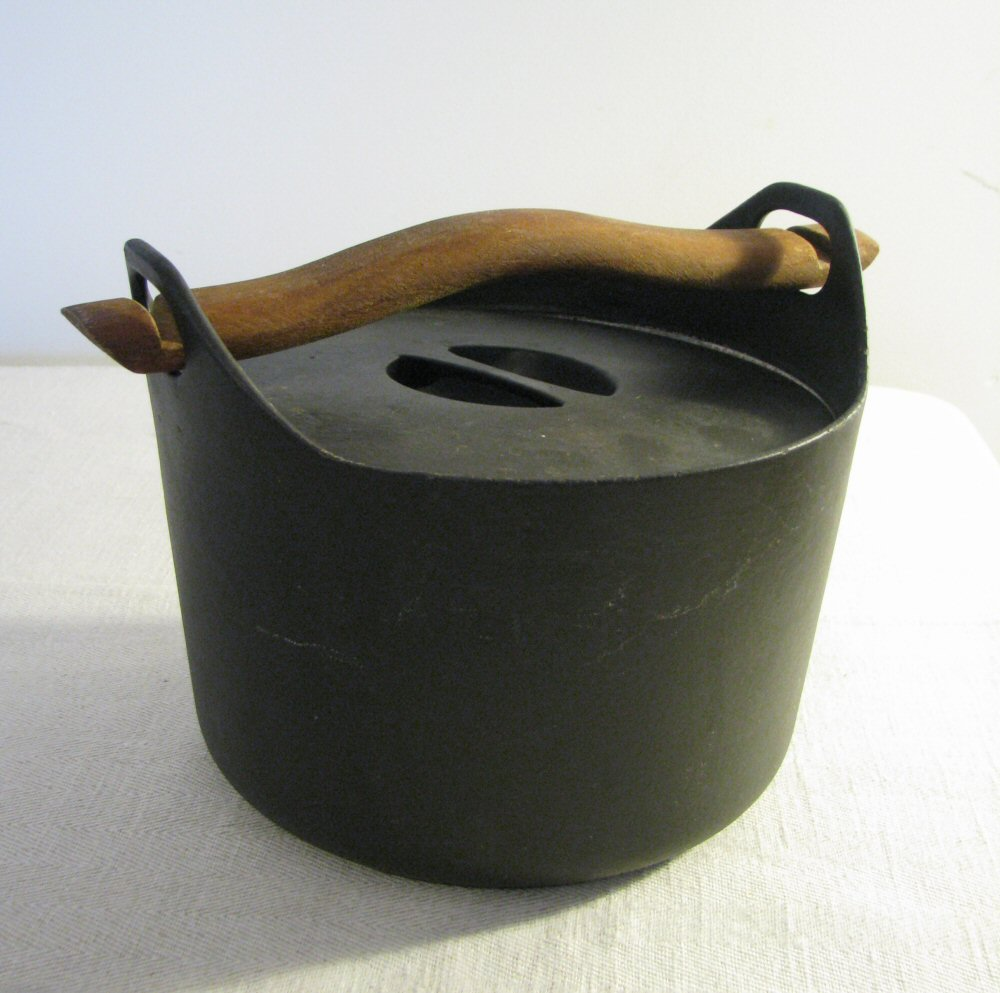
Grytan Sarpaneva

År 2017 firade Fiskars Finlands 100-årsjubileum genom att donera historiskt värdefulla Dagmars källa i Källviken till Forststyrelsen för hundra år. Den nominella årshyran för det 40 hektar stora området är en euro. I området finns bland annat naturskog, naturlig sandstrand, berg, hav och Dagmars källa. På Fiskars initiativ blev området ett officiellt naturskyddsområde. 
År 2019 började Fiskars sälja begagnade Iittala- och Arabiakärl i sina butiker. Kärl som inte lämpar sig för försäljning skickas till återvinning och utnyttjas till exempel som råvara för byggindustrin, som tegelpulver eller isoleringsmaterial. Fiskars säljer sina begagnade kärl förutom i Finland, även i Sverige och Danmark.
År 2022 började Fiskars serva sina kunders gamla stekpannor genom att förnya deras beläggningar. Fiskars har även testat en service för uthyrning av kärl.